# Худьец, Ласло

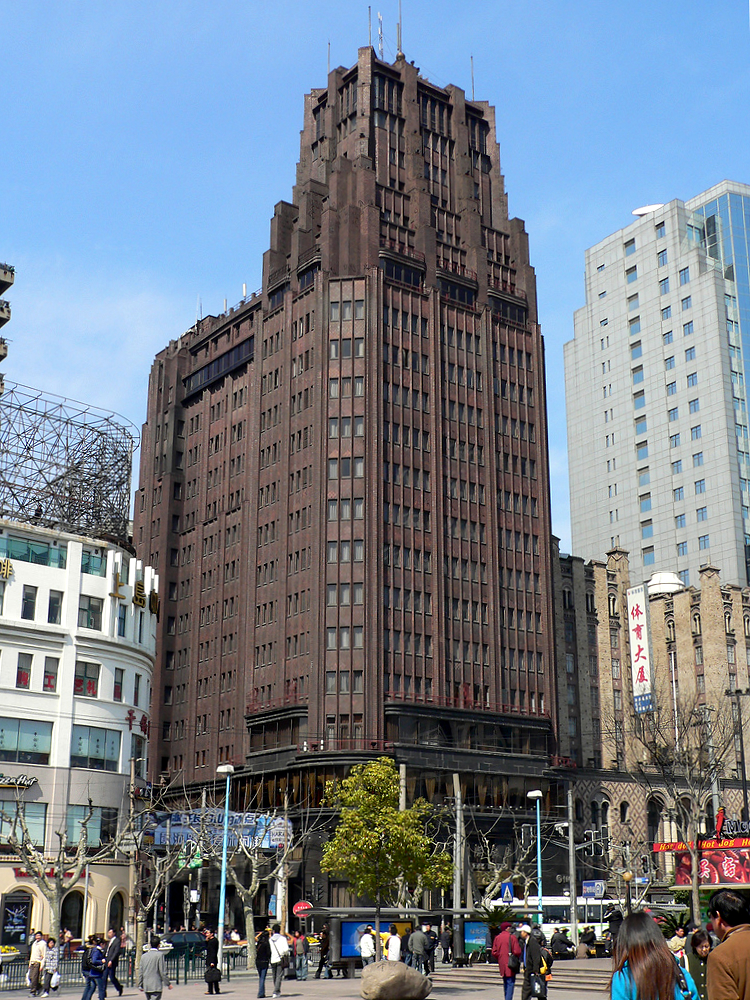
Самая известная работа Худьеца — Park Hotel в Шанхае (снимок 2007 года)

Ласло Эде Худьец (венг. László Ede Hugyecz) или Ладислав Худец (словац. Ladislav Hudec, 8 января 1893, Банска-Бистрица — 26 октября 1958, Беркли, Калифорния) — архитектор словацкого происхождения, построивший в 1920-1930-х годах несколько десятков зданий в Шанхае.

## Биография
Ласло Худьец родился 8 января 1893 году в Банска-Быстрица (Бывшая монархия Австро-Венгрия), его отец Юрац Худьец был словаком, а мать Паула Шкултеть. В 1911—1914 годах он изучал архитектуру в Будапештском университете, а после начала Первой мировой войны добровольцем вступил в австро-венгерскую армию. В 1916 году он попал в российский плен и был отправлен в Сибирь. В 1918 году, во время перевозки пленных в условиях начинающейся гражданской войны в России, он сумел бежать с поезда в районе границы с Китаем, и при помощи датской миссии добрался до Шанхая.
В Шанхае Худьец стал работать в американской архитектурной фирме. Знание немецкого, словацкого, венгерского и русского языков, а также выученные им английский и китайский языки помогли ему сделать хорошую карьеру, и он быстро стал заметной фигурой в архитектурном мире Шанхая. В 1922 году он женился на Гизеле Мейер (женщине англо-швейцарского происхождения), а в 1925 году открыл собственное дело, и до 1941 года построил 37 зданий.
После заключения в 1938 году Мюнхенского соглашения Ласло Худьец лишился своего чехословацкого гражданства, и подал прошение о получении венгерского. В 1941 году он получил венгерский паспорт и стал почётным консулом Венгрии в Шанхае.
Покинув Шанхай в 1947 году, Худьец переехал сначала в Лугано (Швейцария), а затем в Рим, где работал при Ватикане. Затем он переехал в США, и с 1950 года обосновался в Беркли, став преподавателем Калифорнийского университета в Беркли. Ладислав Худьец скончался от сердечного приступа во время землетрясения в 1958 году.

## Работы
Самой известной шанхайской работой Худьеца является построенный в 1934 году 22-этажный «Park Hotel», ставший до 1952 года самым высоким зданием в Азии (он оставался самым высоким зданием Китая до 1966 года, а Шанхая — до 1983 года). Другой его известной архитектурной работой является построенная в 1932 году немецкая лютеранская церковь, разрушенная в 1960-х годах в годы «Культурной революции». К его работам также относятся три госпиталя, электростанция района Чжабэй, и многие другие здания.